# Achim Lohner
Die  Achim Lohner GmbH & Co. KG ist eine rheinland-pfälzische Bäckereikette mit Sitz in Polch. Unter der Marke Die Lohner's betreibt sie rund 160 Filialen.

## Geschichte
Im Jahr 1912 erfolgte in Cochem die Übernahme der Bäckerei Peter Bodenbach an den Bäcker und Gastwirt Josef Lohner (1883–1917) und dessen Ehefrau Josefine, geb. Konzen (1880–1958). Nachdem Josef Lohner 1917 im Ersten Weltkrieg gefallen war, heiratete Josefine Lohner den Bäcker Emil Thielmann in zweiter Ehe, worauf beide die Bäckerei weiterführten. 1950 übernahm Josef Lohner (1914–1976), der ältere der beiden Söhne aus erster Ehe, die Bäckerei und den Geschäftsbetrieb. Er ließ 1952 die Bäckerei umbauen und gliederte dem Geschäft ein Café an. Nach einer nochmaligen Vergrößerung der Backstube und des Verkaufsraums übernahm Sohn Achim Lohner (Meisterprüfung 1972) nach dem Tod seines Vaters im Jahr 1976 die Bäckerei. Im gleichen Jahr erwirtschafteten acht Mitarbeiter einen Jahresumsatz von 230.000 DM. Nach einem umfangreichen Umbau des Stammhauses in Cochem in der Oberbachstraße im Jahr 1978 erfolgte 1987 ein Komplettumzug der Backproduktion von Cochem nach Hambuch in der Eifel. Nachdem auch die ersten vier Fachgeschäfte eröffnet und 20 Mitarbeiter angestellt worden waren, lag der Jahresumsatz bei 1.84 Millionen DM.
1990 hatte das Unternehmen neun Fachgeschäfte, 1995 waren es 26, die Mitarbeiterzahl lag bei 120 und der Jahresumsatz bei 8.915 Millionen DM. Nach einer 1995 erfolgten Übernahme der Großbäckerei  „Kross + Knackig“ aus Mayen wurde 1996 in Polch eine neue Produktionsstätte errichtet und der Firmensitz einschließlich Verwaltung dorthin verlagert. 1998 hatte das Unternehmen, das inzwischen als Achim Lohner GmbH & Co. KG beim Amtsgericht Koblenz eingetragen wurde, 41 Fachgeschäfte, 42 Lieferkunden, 375 Mitarbeiter und einen Jahresumsatz von 30 Millionen DM. Nach dem im Jahr 2012 erfolgten 100-jährigen Firmenjubiläum wurde das Unternehmen 2015 nach dem Energiemanagementsystem DIN EN ISO 50001 zertifiziert und im Jahr 2018 die Produktionsfläche von zuvor 2.800 m² auf 11.500 m² erweitert.
2020 gab es 162 Fachgeschäfte, 23 Wiederverkäufer und es wurden insgesamt 2012 Mitarbeiter beschäftigt.

## Auszeichnungen
- 1998: Marktkieker[6]
- 2008: Großer Preis des Mittelstandes, verliehen durch die Oskar-Patzelt-Stiftung[7]

## Soziales Engagement
Das Unternehmen engagiert sich durch verschiedene Projekte in sozialen Bereichen, z. B. durch Kooperation mit Behindertenwerkstätten, durch Backwarenspenden an Tafeln im Vertriebsgebiet, an Flüchtlingsaufnahmestationen oder durch Geld- und Sachspenden (2018 aus der Aktion Spendentaler 313.800 Euro).